# Zamoscie (rejon puchowicki)
Zamoscie (biał. Замосце; ros. Замостье, Zamostje; hist. Zamość) – wieś na Białorusi, w rejonie puchowickim obwodu mińskiego, około 12 km na zachód od Rudzieńska, 2 km na południe od Dudzicz, nad rzeką Ptyczą (ok. 1 km od rzeki).

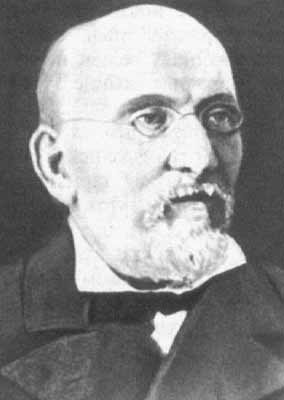
Aleksander Jelski (1834–1916), ostatni właściciel Zamościa

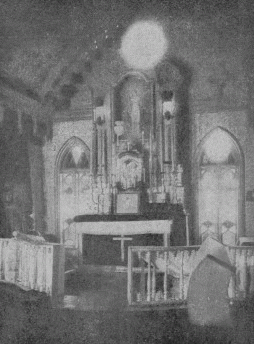
Kaplica w Zamościu, zdjęcie sprzed 1920 roku

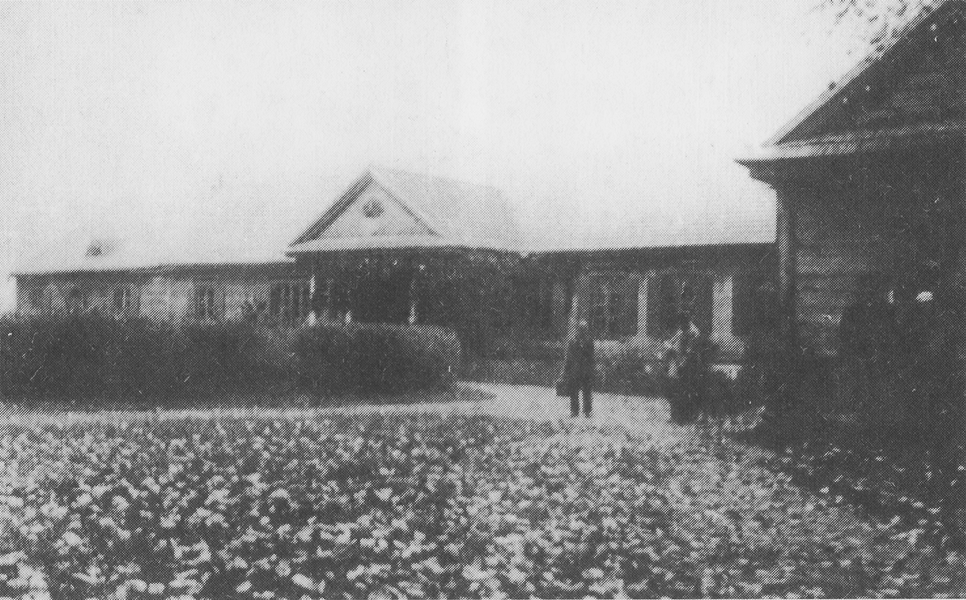
Dwór w Zamościu, stan sprzed 1920 roku

## Historia
W czasach I Rzeczypospolitej miejscowość ta, jako awuls, wchodziła w skład dominium dudzickiego należącego do rodziny Prozorów (była awulsem do 1857 roku). W 1785 roku właścicielem tego klucza stał się Stanisław Jelski (zm. w 1829 roku), pułkownik Kawalerii Narodowej, a od 1812 roku – marszałek szlachty powiatu ihumeńskiego, który otrzymał te ziemie wraz z wianem swej żony Róży Prozor. W wyniku II rozbioru Polski Zamość w 1793 roku znalazł się na terytorium Imperium Rosyjskiego. 
Spadkobiercą Stanisława był jego syn Karol (1789–1855), a po jego śmierci dominium dudzickie zostało podzielone między jego dzieci w ten sposób, że Zamość dostał się Aleksandrowi Jelskiemu (1834–1916), który po pewnym czasie, w wyniku zapisów testamentowych, znów stał się właścicielem również Dudzicz. Po śmierci Aleksandra ostatnim, krótkotrwałym właścicielem Zamościa był jego syn Jan.
Kaplica katolicka we dworze była w 1905 roku wizytowana przez biskupa hr. Jerzego Szembeka. W 1917 roku mieszkało we wsi 107 osób, w 2009 – 7.
W latach 1919–1920 wieś znalazła się pod polskim zwierzchnictwem, wszedłszy w skład gminy Dudzicze. Ostatecznie, po ustaleniu przebiegu granicy polsko-radzieckiej znalazła się na terytorium ZSRR.
We wczesnych latach 30. XX wieku zorganizowano tu kołchoz „Nowy szlach”. W 1943 roku, w czasie II wojny światowej, wieś została spalona. Po wojnie odbudowana. Od 1991 roku – na Białorusi.

## Dawne zabytki
Aleksander Jelski, otrzymawszy Zamość w 1855 roku, zbudował tam 13 budynków, w tym około 1860 roku – dwór z drewnianych bali. Posadził setki drzew i krzewów ozdobnych oraz 600 drzew owocowych. Przeprowadził meliorację gruntów, wybudował cegielnię, założył hodowlę ryb oraz uporządkował relacje między dworem a wsią; obejmując majątek zlikwidował karczmę. Wzniesiony przez niego dwór był parterowy, na planie prostokąta, na wysokiej podmurówce. Trójkąt nad gankiem był wsparty na czterech cienkich kolumnach. 
Aleksander Jelski, będąc współautorem Słownika geograficznego Królestwa Polskiego, zgromadził w swojej siedzibie ogromny zbiór dokumentów i książek. Jego biblioteka liczyła na przełomie XIX i XX wieku blisko 7 tysięcy woluminów, 20 tysięcy innych jednostek rękopiśmiennych. Ponadto we dworze znajdowały się cenne kolekcje mebli, dzieł sztuki, takich jak obrazy, zbiór porcelany polskiej i obcej, szkła, pasów słuckich, zbiory numizmatyczne i archeologiczne. Ponadto uratował cenne archiwa rodzinne Sapiehów, Chmarów, Prozorów, Bukatych i Radziwiłłów z linii berdyczowskiej.
Aleksander Jelski od 1864 roku szeroko udostępniał swoje kolekcje, traktując swój dom jak prywatne muzeum. Na ścianach pokoi dworskich znajdowały się obrazy takich malarzy jak: Marcello Bacciarelli, Peter Paul Rubens, Andrea del Sarto, Paolo Veronese, Szymon Czechowicz, Jan Krzysztof Damel, Jan Matejko, Jan Piotr Norblin, Józef Oleszkiewicz, Józef Peszka, Franciszek Smuglewicz, Walenty Wańkowicz. Wśród zbiorów były pamiątki po Kościuszce, Mickiewiczu czy Moniuszce. Jelski posiadał autografy m.in.: Napoleona, Ludwika XVI, Jerzego Waszyngtona, cara Piotra I i innych sławnych osób. 
Dzięki szczodrości Aleksandra Jelskiego większość jego spuścizny została uratowana, będąc przedmiotem darowizn (przed I wojną światową) dla wielu instytucji, głównie w Krakowie (dla Biblioteki Jagiellońskiej, Towarzystwa Przyjaciół Nauk w Wilnie, Muzeum Narodowego w Krakowie, Katedry Archeologii UJ i in.). Niestety część kolekcji została zniszczona w Zamościu oraz w innych lokalizacjach, gdzie była przenoszona. 
W Zamościu zachowały się jedynie resztki zdziczałego parku i fragmenty systemu melioracji okolicznych pól. Na resztkach fundamentów zabudowań rosną stare klony i dzikie róże.
Majątek ten jest opisany w 1. tomie Dziejów rezydencji na dawnych kresach Rzeczypospolitej Romana Aftanazego.